# Сомонійон (Шахрітуський район)
Сомонійо́н (тадж. Сомониён) — село у складі Хатлонської області Таджикистану. Входить до складу джамоату Худойназара Холматова Шахрітуського району.
В радянські часи село називалось Паризька Комуна.
Населення — 4465 осіб (2017).